# Mieczysław Kuźmicki
Mieczysław Kuźmicki (ur. 25 marca 1948 w Trzebieży) – polski polonista, filmolog i muzealnik. W latach 2000–2014 dyrektor Muzeum Kinematografii w Łodzi.

## Życiorys
Urodził się w Trzebieży, zaś wychował w Szczecinie. W 1967 wyjechał do Łodzi na studia. Absolwent polonistyki na Uniwersytecie Łódzkim. Po studiach rozpoczął pracę w Miejskim Zarządzie Kin w Łodzi. Pracował na stanowisku kierownika nieistniejących dziś już kin, m.in. kina Studio, Świt czy Halka. W 1975 otrzymał ofertę pracy w nowo powstałym Muzeum Miasta Łodzi, gdzie objął stanowisko w Dziale Kultury Filmowej. Z czasem dział ten stał się podstawą nowo powstałego Muzeum Kinematografii w Łodzi. W następnych latach jako wicedyrektor razem z dyrektorem Antonim Szramem współtworzył bogaty dorobek Muzeum Kinematografii. W 2000 objął stanowisko dyrektora muzeum, funkcję tę pełnił do końca 2014, kiedy to przeszedł na emeryturę.
Jest autorem i współautorem wielu wystaw prezentowanych zarówno w Muzeum Miasta Łodzi, jak i Muzeum Kinematografii. Od 2000 do 2014 roku był dyrektorem Festiwal Mediów Człowiek w Zagrożeniu, a do 2013 roku – do ostatniej edycji – Festiwalu Muzyki Filmowej w Łodzi.

## Ordery i odznaczenia
- Krzyż Kawalerski Orderu Odrodzenia Polski (9 kwietnia 2013)[5]
- Złoty Krzyż Zasługi (10 czerwca 2002)[6]
- Brązowy Krzyż Zasługi
- Brązowy Medal „Zasłużony Kulturze Gloria Artis” (8 września 2005)[7]
- Medal Pro Publico Bono im. Sabiny Nowickiej (2011)[8]
- Odznaka „Zasłużony Działacz Kultury” (2002)
- Odznaka „Za Zasługi dla Miasta Łodzi” (2009)[9]

## Nagrody
- Nagroda Miasta Łodzi (2014)[10]